# Пркос-Ласинський
45°30′ пн. ш. 15°48′ сх. д. / 45.50° пн. ш. 15.80° сх. д.
Пркос-Ласинський (хорв. Prkos Lasinjski) — населений пункт у Хорватії, у Карловацькій жупанії у складі громади Ласиня.

## Населення
Населення за даними перепису 2011 року становило 52 осіб.
Динаміка чисельності населення поселення: